# Eugeniusz Mazur (piłkarz)
Eugeniusz Mazur (ur. 9 lutego 1921 w Krakowie, zm. 26 października 1985 tamże) – polski piłkarz występujący na pozycjach pomocnika i napastnika, trener.  

## Życiorys
Urodził się 9 lutego 1921 w Krakowie. W 1936 roku został zawodnikiem drużyny Cracovia. W okresie okupacji grał w drużynie Krakowianka Kraków. W 1948 roku zdobył tytuł mistrza Polski. W następnym sezonie zdobył wicemistrzostwo kraju. W 1952 roku został finalistą pucharu ligi i brązowym medalistą mistrzostw Polski. W 1956 roku został odznaczony srebrnym krzyżem zasługi. 
Pochowany na cmentarzu Batowickim kwatera: A5a Rząd: 4 Miejsce: 6. 